# وسابي
الوسابي (الاسم العلمي:Eutrema japonicum مرادف: Wasabia japonica) نبات من الفصيلة الصليبية، والتي تشمل كذلك الكرنب، والفجل والخردل. يعرف الواسابي باسم «الفجل الياباني»، وتستخدم جذوره في عمل البهارات حيث أن لها نكهة قوية للغاية. تقترب حدة طعمه إلى الخردل الحار منه إلى الكابساسين في الفلفل الحار، فهو ينتج أبخرة تحفز الممرات الأنفية أكثر من اللسان. ينمو الواسابي بشكل طبيعي - دون تدخل الإنسان - على طول مجرى الأنهار في الوديان الجبلية في اليابان.

## استخداماته

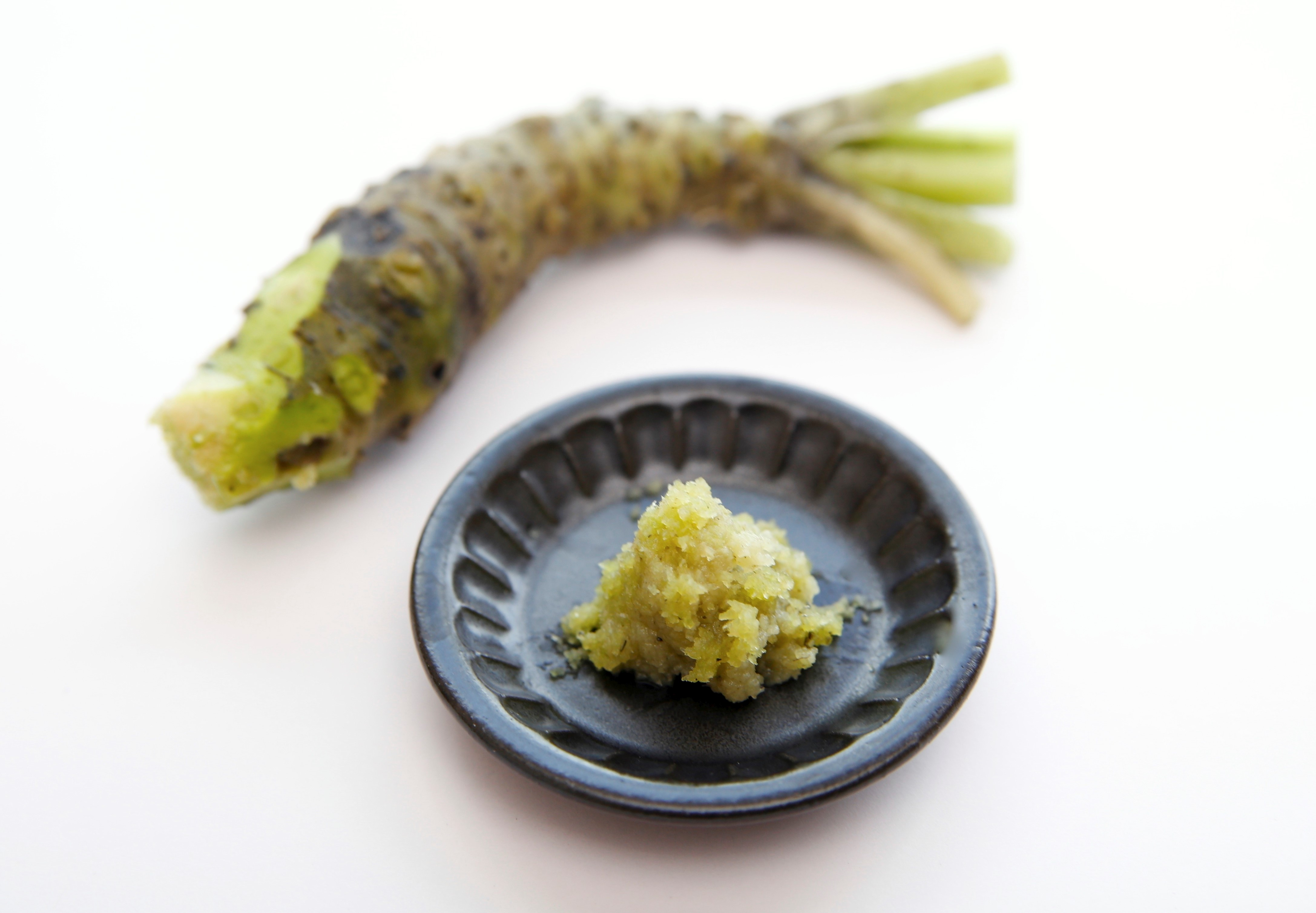
كما يقدم الوسابي غالبا مع السوشي أو الساشيمي، جنبا إلى جنب مع صلصة الصويا

يباع الوسابي إما في شكل جذور يجب بشرها جيدا قبل استعمالها، أو في شكل معجون جاهز للاستخدام (إما الواسابي حقيقية أو خليط من الفجل والخردل ومكسبات ألوان)، وتكون الأنابيب في حجم وشكل أنابيب معجون الأسنان تقريبا.عادة يتكون المعجون من الفجل فقط، حيث إن الواسابي الجديد يكون أكثر قابلية للتلف وأكثر تكلفة من الفجل. بمجرد إعداد المعجون يجب أن يبقى مغطى إلى أن يقدم للمستهلك وذلك لحماية النكهة من التبخر. ولهذا السبب، فإن طهاة السوشي عادة يضعون الواسابي على مائدة الأسماك والأرز.
الأوراق الطازجة من الوسابي يمكن أن تؤكل فهي بها بعض النكهة الحارة الموجودة جذور الوسابي.
الإحساس بالحرقان الذي يمكن أن يحدثه هو إحساس قصير المدى بالمقارنة مع الآثار المترتبة على الفلفل الحار، وخصوصا عندما يستخدم الماء لإزالة نكهة التوابل.
استنشاق بخار الوسابي له تأثير النشادر، وهذه الخاصية قد تم استغلالها من قبل الباحثين في محاولة لخلق جهاز إنذار الدخان للصم. وفي اختبار لنموذج منه تم إيقاظ إنسان أصم في غضون 10 ثوان عن طريق رش بخار الوسابي في غرفة نومه.
كما يقدم الوسابي غالبا مع السوشي أو الساشيمي، جنبا إلى جنب مع صلصة الصويا. وقد يمزجان لتكوين صلصة واحدة للغمس تعرف ب «الوسابي - جويو». البقول (أو البازلاء) قد تحمص أو تقلي، ثم تغطى بطبقة من الوسابي ثم تؤكل كوجبة خفيفة.

## المعلومات الغذائية
يحتوي كل 100غ من الوسابي، بحسب وزارة الزراعة الأميركية على المعلومات الغذائية التالية :
- السعرات الحرارية: 109
- الدهون: 0.63
- الكاربوهيدرات: 23.54
- الألياف: 7.8
- البروتينات: 4.80
- الكولسترول: 0

## الكيمياء
المواد الكيميائية في الوسابي التي توفر لها نكهة فريدة من نوعها هي الإيزوثيوسيانات، بما في ذلك:
- 6-ميثيل ثيو هكسيل إيزوثيو سيانات،
- 7-ميثيل ثيو هبتيل أيزو ثيو سيانات
- 8-ميثيل ثيو أوكتيل أيزو ثيو سيانات

وقد اظهرت الابحاث أن الإيزوثيوسيانات لها آثار مفيدة مثل منع نمو الميكروبات. [بحاجة لمصدر]

## الزراعة

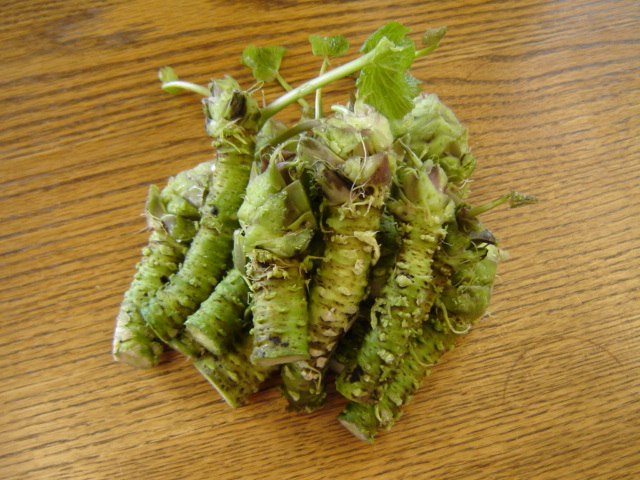
جذور الوسابي الطازجة

مزرعة الوسابي

قليلة هي الأماكن التي تناسب زراعة الوسابي على نطاق واسع، وزراعته صعبه حتى في الظروف المثالية. في اليابان، يزرع الوسابي بشكل رئيسي في هذه المناطق:
- شبه جزيرة إزو، وتقع في مقاطعة شيزوكا
- ناغانو
- شيمانه
- ياماناشي
- إيواته

هناك أيضا العديد من المرافق تزرع اصطناعيا إلى أقصى الشمال في هوكايدو وجنوبا حتى منطقة كيوشو. الطلب على الوسابي عالي جدا. لذلك تضطر اليابان إلى استيراد كمية كبيرة منه من :
- الصين
- أليشان من تايوان
- نيوزيلندا

في أمريكا الشمالية، اتجهت مجموعة من الشركات وصغار المزارعين إلى زراعة الواسابي الياباني. بينما فقط شمال غرب المحيط الهادئ، وأجزاء من جبال بلو ريدج توفر التوازن الصحيح بين المناخ والمياه للزراعة الطبيعية للواسابي إلا أن استخدام الزراعة المائية والصوبات وسع مدى الزراعة.
- كولومبيا - بريطانيا، كندا
- ولاية كارولينا الشمالية، الولايات المتحدة

في حين أن أفضل الوسابي يزرع في المياه الصافية الجارية دون استخدام أي مبيدات أو أسمدة إلا أن بعض المزارعين يسرع النمو باستخدام الأسمدة مثل سماد الدجاج، والذي يمكن أن يكون مصدرا لتلويث مجرى النهر إذا لم يعالج بطريقة سليمة.

## الإعداد

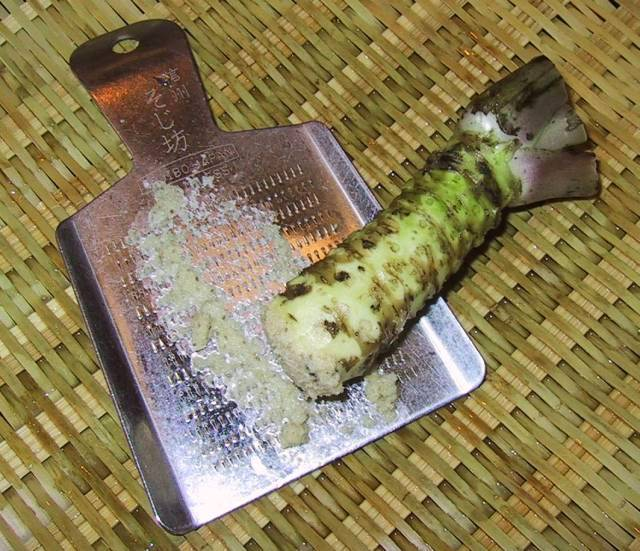
الوسابي على مبشارة معدنية

الوسابي غالبا ما يبشر بمبشارة معدنية، ولكن البعض يفضل استخدام أداة أكثر تقليدية مصنوعة من جلد سمك القرش المجفف حيث يكون الجلد ناعما على جانب واحد وخشنا من الناحية الأخرى. يمكن أيضا استخدام مبشارة يدوية الصنع من الأسنان غير المنتظمة. إذا كانت مبشارة جلد القرش غير متوفرة، فعادة ما يفضل استخدام مادة السيراميك.

## وصلات خارجية
- المعلومات الغذائية عن الوسابي